# 縱貫線 (樂團)
縱貫線（英語：SuperBand）是臺灣和香港歌手羅大佑、李宗盛、周華健和張震嶽於2008年至2010年間組成的超級樂團。

## 成員
| 縱貫線成員列表 | 縱貫線成員列表                     | 縱貫線成員列表 |
| 姓名           | 樂器                               |                |
| -------------- | ---------------------------------- | -------------- |
| 羅大佑         | 主唱、和音、鋼琴、電吉他           |                |
| 李宗盛         | 饒舌、主唱、和音、木吉他、鈴鼓     |                |
| 周華健         | 饒舌、主唱、和音、電吉他、木吉他   |                |
| 張震嶽         | 饒舌、主唱、鼓、貝斯、電吉他、口琴 |                |

## 成立背景
縱貫線成立的背景，是台灣滾石唱片老闆段鍾潭在一次和羅大佑、李宗盛的聚餐中討論了組成樂團的提議，之後又分別找來了周華健和張震嶽加入，並在2008年8月1日召開記者會宣佈成軍，口號宣稱「要搞非常之建設，先搞非常之破壞！」。團名「縱貫線」的由來，是四名團員在聊天中想出來的，因為四人皆搭乘過台灣的縱貫線鐵路，算是大家在台灣唯一有交集的經驗。

## 作品
樂團於2008年12月發表首支單曲《亡命之徒》，曲風結合饒舌和搖滾，並預計於2009年初發行專輯。《亡命之徒》的音樂錄影帶原本計畫在2008年12月25日在台灣首次播出，但團員張震嶽和經紀人對於成品不甚滿意，因此停止播出計畫，並決定重新拍攝。另新曲《鄉親父老》 (後更名為《縱貫線兄弟姐妹》)，《公路》，《天使的眼淚》及《親愛的》，已在3月7日的台灣小巨蛋縱貫線演唱會上發表。

## 專輯

### 錄音室
| 專輯名稱     | 發行日期      | 唱片公司 | 曲目                                                                                |
| ------------ | ------------- | -------- | ----------------------------------------------------------------------------------- |
| 《北上列車》 | 2009年9月11日 | 滾石唱片 | 曲目 1. 縱貫線兄弟姐妹 2. 公路 3. 天使的眼淚 4. 抱著你 5. 出發 (亡命之徒) 6. 親愛的 |
| 《南下專線》 | 2010年4月30日 | 滾石唱片 | 曲目 1. 歸來 2. 握手 3. 愛欲浮世繪 4. 有光 5. 給自己的歌 6. 感應                    |

### 演唱會影音
| 專輯名稱        | 年分/版本                               |
| 《出發》        | 2010年12月3日/2DVD 2011年1月11日/藍光BD |
| 《終點站》      | 2010年12月3日/2DVD 2011年1月11日/藍光BD |
| 《出發.終點站》 | 2010年12月3日/4DVD 2011年1月11日/藍光BD |

## 巡迴演唱會
縱貫線在2009年3月7日在台北小巨蛋舉辦首次演唱會，2010年2月21日在美國康州金神大賭場舉行最後一次演唱會。在金神大賭場演唱結束後，隨即宣佈解散。

### 演唱會列表

#### 2009 年
| 日期           | 地點           | 場館                       |
| -------------- | -------------- | -------------------------- |
| 3月7日         | 臺灣臺北市     | 臺北小巨蛋                 |
| 3月28日、29日  | 香港           | 紅磡體育館                 |
| 4月18日        | 北京           | 北京工人體育場             |
| 4月25日        | 浙江杭州市     | 黃龍體育中心體育場         |
| 5月15日        | 天津           | 天津奧林匹克中心體育場     |
| 5月17日        | 陕西西安市     | 陝西省體育場               |
| 5月30日        | 四川成都市     | 成都體育中心               |
| 6月13日        | 云南昆明市     | 昆明拓東體育場             |
| 6月21日        | 重慶           | 重慶市奧林匹克體育中心     |
| 6月27日        | 黑龙江哈尔滨   | 哈尔滨会展中心体育场       |
| 7月11日        | 上海           | 虹口足球場                 |
| 7月18日        | 新加坡         | 新加坡室内体育馆           |
| 7月25日        | 晋江市         | 晋江体育中心体育场         |
| 8月1日         | 馬來西亞吉隆坡 | 亚通体育馆                 |
| 8月8日         | 贵阳市         | 贵阳市新体育场             |
| 8月22日        | 合肥市         | 合肥奥体中心体育场         |
| 8月24日        | 大連市         | 大连理工大学体育场         |
| 8月29日        | 常熟市         | 常熟体育中心体育场         |
| 9月5日         | 美國拉斯維加斯 | 曼德列灣賭場飯店           |
| 9月7日         | 美國圣何塞     | 圣何塞州立大学剧场         |
| 9月9日         | 加拿大多倫多   | 华玛赌场演奏厅             |
| 9月19日        | 長沙市         | 賀龍體育場                 |
| 9月24日        | 洛阳市         | 洛阳新区体育场             |
| 9月26日        | 南京市         | 南京奥林匹克体育中心体育场 |
| 9月30日        | 广东广州市     | 广州大学城体育中心         |
| 10月11日       | 郑州市         | 河南省体育中心             |
| 10月17日       | 温州市         | 温州体育中心体育场         |
| 10月24日       | 武汉市         | 武汉屯口体育中心体育场     |
| 10月26日       | 沈阳市         | 沈阳奥体中心体育场         |
| 11月7日        | 苏州市         | 苏州体育中心体育场         |
| 11月14日       | 深圳市         | 深圳体育场                 |
| 11月20日、21日 | 北京           | 首都体育馆                 |
| 11月28日       | 宁波市         | 宁波富邦体育馆             |
| 12月24日       | 杭州市         | 黃龍體育中心體育館         |
| 12月26日       | 广东佛山市     | 佛山世紀蓮體育中心         |

#### 2010 年
| 日期          | 地點           | 場館             |
| ------------- | -------------- | ---------------- |
| 1月2日        | 江苏无锡市     | 無锡體育中心     |
| 1月6日、7日   | 香港           | 紅磡體育館       |
| 1月9日        | 广西桂林市     | 桂林市体育中心   |
| 1月15日、16日 | 上海           | 上海大舞台       |
| 1月23日       | 新加坡         | 新加坡室内体育馆 |
| 1月29日、30日 | 台湾台北市     | 臺北小巨蛋       |
| 2月20日、21日 | 美國康乃狄克州 | 金神大賭場       |

## 文字出版物
- 《THE TOUR：縱貫線SuperBand經典旅程》（2010年9月28日）- 台灣角川書店

## 巡迴演唱會 DVD/藍光
- 《縱貫線SuperBand Live in Taipei / 出發 2DVD》（2010年12月3日）- 滾石國際音樂股份有限公司
- 《縱貫線SuperBand Live in Taipei / 終點站 2DVD》（2010年12月3日）- 滾石國際音樂股份有限公司
- 《縱貫線SuperBand Live in Taipei / 出發.終點站 4DVD》（2010年12月3日）- 滾石國際音樂股份有限公司
- 《縱貫線SuperBand Live in Taipei / 出發 藍光BD》（2011年1月11日）- 滾石國際音樂股份有限公司
- 《縱貫線SuperBand Live in Taipei / 終點站 藍光BD》（2011年1月11日）- 滾石國際音樂股份有限公司
- 《縱貫線SuperBand Live in Taipei / 出發.終點站 2藍光BD + BONUS DVD》（2011年1月11日）- 滾石國際音樂股份有限公司

## 獎項
| 年份   | 金曲獎       | 結果 | 獎項         | 入圍者                         | 作品       | 唱片公司 |
| ------ | ------------ | ---- | ------------ | ------------------------------ | ---------- | -------- |
| 2010年 | 第21屆金曲獎 | 提名 | 最佳樂團獎   | 縱貫線                         | 北上列車   | 滾石     |
| 2010年 | 第21屆金曲獎 | 提名 | 年度歌曲獎   | 縱貫線                         | 亡命之徒   | 滾石     |
| 2010年 | 第21屆金曲獎 | 提名 | 最佳作詞人獎 | 縱貫線                         | 亡命之徒   | 滾石     |
| 2010年 | 第21屆金曲獎 | 獲獎 | 評審團獎     | 羅大佑、李宗盛、周華健、張震嶽 | 北上列車   | 滾石     |
| 2011年 | 第22屆金曲獎 | 獲獎 | 年度歌曲獎   | 李宗盛/縱貫線                  | 給自己的歌 | 滾石     |
| 2011年 | 第22屆金曲獎 | 獲獎 | 最佳作詞人獎 | 李宗盛                         | 給自己的歌 | 滾石     |
| 2011年 | 第22屆金曲獎 | 獲獎 | 最佳作曲人獎 | 李宗盛                         | 給自己的歌 | 滾石     |
| 2011年 | 第22屆金曲獎 | 提名 | 最佳編曲人獎 | 縱貫線                         | 給自己的歌 | 滾石     |

## 外部連結
- 縱貫線 Facebook 官方頁面
- 縱貫線 痞客邦官方頁面 （页面存档备份，存于）